# Ottagono Poveglia
Ottagono Poveglia ist eine kleine Festungsinsel in der Lagune von Venedig nur 16 Meter südlich vor Poveglia. Die Insel weist den Grundriss eines regelmäßigen Achtecks (italienisch Ottagono) mit einer Seitenlänge von 20 Metern auf. Sie hat eine Fläche von 0,28 ha bzw. 2800 Quadratmetern. Das Ufer ist mit einer Mauer befestigt. Die auf der Insel stationierten Kanonen überwachten vom 16. bis 19. Jahrhundert die Einfahrt der von Malamocco nordwärts fahrenden Schiffe.

## Geschichte
Die militärischen Konflikte mit den Osmanen, die 1571 in der Seeschlacht von Lepanto kulminierten, veranlassten den Senat der Republik Venedig, die Einfahrten in die Lagune zu sichern. Dazu sollte eine Reihe achteckiger Festungsbauten (ottagoni) beitragen. Die Kanonen auf der Festungsinsel Ottagono Poveglia hatten die Aufgabe, etwaige Eindringlinge in die Lagune, denen der Durchbruch durch die befestigte Durchfahrt von Malamocco gelungen war, aufzuhalten. Bereits 1574 waren die Achtecke fast fertiggestellt.
Nach dem Krieg um das kretische Candia (1646 bis 1669), wurde die Insel stärker befestigt, ähnlich wie die anderen Inseln. Danach wurden die fünf Ottagoni 
(neben Ottagono Poveglia sind dies
Ottagono Alberoni,
Ottagono San Pietro,
Ottagono Ca’ Roman und
Ottagono Campana) 
jedoch vernachlässigt, bis es ab 1726 zu abermaligen Modernisierungen kam.
Nachdem die Festungsinseln in keiner Weise mehr den veränderten politischen und militärischen Bedingungen entsprachen, wurden sie in den 1960er und 70er Jahren aufgegeben. Die Insel Ottagono Poveglia ist zwar in Staatsbesitz, hat jedoch keine Funktion mehr. Eine Brücke verband zeitweilig die Insel mit dem benachbarten Poveglia.